# Sunnitische Moschee (Wladikawkas)

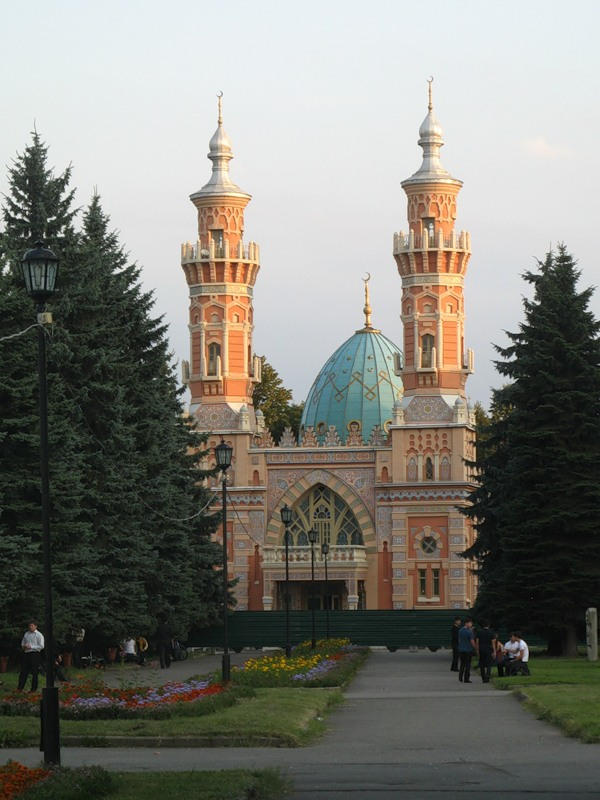
Die Sunnitische Moschee von Wladikawkas liegt direkt am Terek.

Die Sunnitische Moschee (russisch Суннитская мечеть Sunnitskaja metschet; auch bekannt als Muchtarow-Moschee, russisch Мечеть Мухтарова Metschet Muchtarowa; ossetisch Мухтаровы мӕзджыт Muxtarovy mæzdžyt) befindet sich in der Hauptstadt der russischen Republik Nordossetien-Alanien Wladikawkas.
Der aserbaidschanische Ölindustrielle Murtusa Muchtarow (1865–1920) ließ die Moschee zwischen 1906 und 1908 erbauen. Sie ist daher auch als Muchtarow-Moschee bekannt. Erbaut wurde sie durch den polnischen Architekten Józef Płoszko (1867–1931; russisch Iossif Ploschko, auch Plaschko), der bis zum Ersten Weltkrieg vor allem in Baku tätig war. Für die Innengestaltung war R. I. Doleschal zuständig.
1934 sollte die Moschee abgerissen werden, blieb dann aber erhalten, wurde in eine Filiale des örtlichen Heimatmuseums (Krajewedtscheski musei) umgewandelt und 1960 unter Denkmalschutz gestellt. 1996 wurde die Moschee an die Geistliche Verwaltung der Muslime Nordossetiens zurückgegeben.